# Лукоки, Андерсон
Андерсон-Ленда Лукоки (род. 6 июля 1997 года Цвайбрюккен, Германия) — немецкий и ангольский футболист, левый защитник клуба «Айнтрахт Брауншвейг».

## Клубная карьера
Дебют Андерсена Лукоки в профессиональном футболе за «Фортуну Дюссельдорф» состоялся 29 октября 2016 года в 11 туре второй Бундеслиги против «Унион Берлина», выйдя на замену. Матч окончился победой «Фортуны», со счётом 0:1.
31 августа 2018 года Лукоки подписал контракт с «Арминией Билефельд».
25 июля 2023 года футболист заключил однолетний контракт с «Гертой».
1 февраля 2024 года Андерсон перешёл в «Айнтрахт Брауншвейг», подписав контракт до 30 июня 2025 года.

## Международная Карьера
Родители Лукоки являются эммигрантами из Анголы, но сам он родился в Германии, что даёт ему право выступать за сборную Германии и Анголу.

## Достижения
«Фортуна Дюссельдорф»
- Вторая Бундеслига: 2017/18

«Арминия Билефельд»
- Вторая Бундеслига: 2019/2020